# جراي (وحدة)
جراي (Gray) وحدة قياس الجرعة الإشعاعية من الأشعة المؤينة الممتصة، وتعكس كمية الطاقة التي أودعت في 1 كيلوجرام من الجسم الحي أو المادة.
تستعمل الوحدة جراي لقياس جرعة الأشعة السينية أو أشعة غاما المستخدمة في الطب.
تعرف كالتالي: {\displaystyle Gy={\frac {J}{kg}}={\frac {m^{2}}{s^{2}}}=100rad}

## الخواص والمضار
يختلف مفعول الأشعة على جسم الإنسان باختلاف نوع الأشعة . فالتعرض لإشعاع بمقدار 5 جراي (Gray) بالأشعة ذات الطاقة العالية على الجسم كله في وقت قصير يؤدى إلى الوفاة خلال 14 يوما.
ولهذا تكون كمية الإشعاع المستخدمة في الطب صغيرة وفي حدود المللي جراي ( 1/1000 من الجراي) . فعند قياس منطقة البطن عند الإنسان تستعمل الأشعة السينية بمقدار 1.4 مللي جراي (mGy)، وإذا كشف على البطن بالتصوير الطبقي بالحاسوب CT scan بغرض الكشف عن ورم قد يكون خبيثا تستعمل جرعة قدرها 8 مللي جراي.
هناك فرق كبير بين تعرض الجسم كله لأشعة أو جزء من الجسم فقط . فاليد والأطراف تتحمل أكثر من الأشعاع عن أعضاء حساسة مثل الدماغ ، والأعضاء التناسلية عند الرجال والنساء.
وإذا تعرض جسم المرأة الحامل للاشعة السينية فقد ينتج عن ذلك جنين مشوه .لهذا لا بد للحوامل من تأجيل الفحص بالأشعة السينية إلى ما بعد الولادة .
وتوجد تعليمات دقيقة في هذا الشأن لتنظيم عمل الأطباء للعمل بالأشعة . كما أن هناك أنواع من الأمراض تعالج بالأشعة . في تلك الحالات تحسب جرعة الأشعة العلاجية حسابا دقيقا بحيث تقضي على خلايا الأورام الخبيثة وفي نفس الوقت لا تكون شديدة على خلايا الجسم السليمة ، فتستعيد قواها بعد فترة نقاهة . وتلتزم طريقة العلاج بتوزيع الجرعات الإشعاعية على فترة طويلة من الزمن (مثلا خمسة أسابيع) وتكون في نفس الوقت مركزة على العضو المصاب ، بذلك يمكن للخلايا السليمة في الجسم من استعادة نقاهتها تلقائيا شيئا فشيئا .

## اقرأ أيضاً
- زيفرت
- جرعة مكافئة
- كيرما
- أشعة سينية
- أشعة غاما
- راد (وحدة)
- تصوير مقطعي محوسب
- وقاية من الإشعاع
- هيئة دولية للوقاية من الإشعاع
- رونتغن (وحدة)

المعهد البريطاني للأشعة